# UTF-32
UTF-32(32-bit Unicode Transformation Format) 또는 UCS-4는 유니코드 문자 인코딩 방식의 하나이다. 이것은 모든 유니코드 문자를 같은 길이로 인코딩한다.

## 같이 보기
- UTF-16